# Medianoche en Babilonia
Medianoche en Babilonia fue un programa de radio mexicano con temática LGBT, transmitido por Radio Educación de 1989 a 1997.

## Historia
Durante la dirección de Alejandro Montaño se promovió la barra nocturna Solo para solitos, en la que se integraron programas con temáticas diversas entre ellas la homosexual y es en septiembre de 1989 que nace con el programa con el nombre de Ton's qué, conducido por Tito Vasconcelos, y en abril de 1993 cambia a su nombre original. 
Fue el primer espacio radiofónico que abiertamente hablaba de sexualidad y temas LGBT y tenía secciones sobre psicología, antropología, música, literatura, entre  otros temas, y se recibían comentarios, anécdotas y sugerencias de radioescuchas a través de las líneas telefónicas. También era un espacio para informar sobre eventos dirigidos a la comunidad gay.